# Verdine

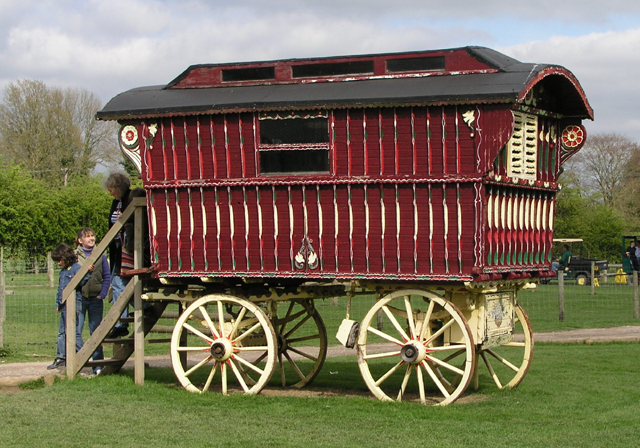
Verdine d'origine anglaise.

Une verdine est une roulotte qui a été utilisée par les populations nomades, essentiellement tziganes du milieu du XIXe au milieu du XXe siècle. Elle était tirée par des chevaux ou des bœufs et aménagée en habitation.

## Origine

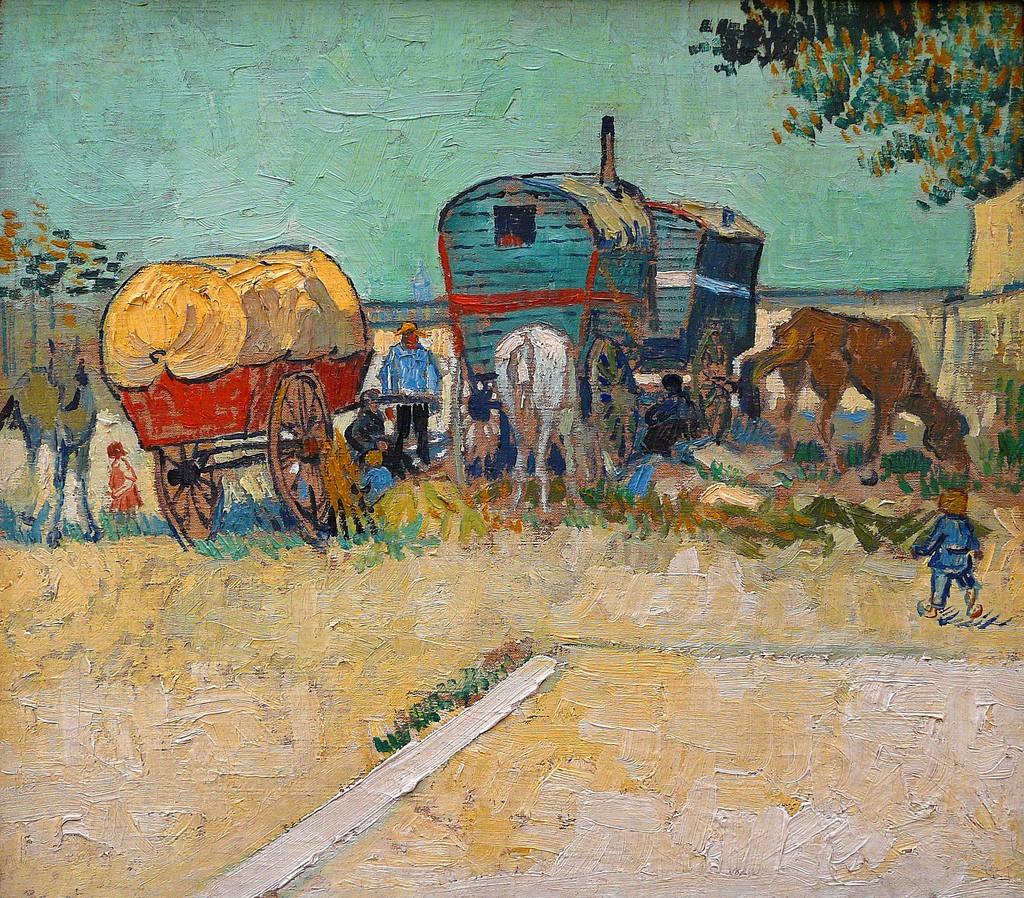
Les verdines de Van Gogh en 1888.

Les premiers chariots servant d'habitat sont attestés en Albanie au début du XIXe siècle. Ils se présentaient comme une sorte de cabane tirée par des bœufs tandis que la famille cheminait à côté.
Au milieu du XIXe siècle apparait la verdine. François Jourda de Vaux de Foletier indique que c'est en 1833 qu'elle se répand en Angleterre. Véritable maison, elle possède porte, fenêtres, volets et un escalier escamotable permet d'y accéder. Selon les procès-verbaux du recensement des nomades, elle n'est repérée en France qu'en 1895, mais Vincent van Gogh en peint trois près d'Arles en 1888,.

## Étymologie
Elles se nomment aussi vagi ou verdon. Il semble d'ailleurs que verdine soit une déformation de verdon, mot d'origine ossète désignant une roulotte. Il est aussi possible que verdine provienne de l'adjectif verte, qui désignait la couleur des roulottes utilisé pour se fondre dans le paysage.  

## Usage et construction
Les dernières ont été construites dans les années 1950. Seuls les pneus les différenciaient de celles du XIXe siècle. En France, elles furent principalement utilisées par les Manouches et les Yéniches. 
La verdine était entièrement construite en bois par des charpentiers et des charrons. Son futur propriétaire, avant d'en prendre possession, y passait toute une nuit avec une bougie pour vérifier la présence de courants d'air. La richesse des occupants se devinait à l’aspect extérieur. Ornements finement sculptés, cuivres astiqués, couleurs chatoyantes étaient des signes d’aisance. Les autres étaient le plus souvent simplement extérieurement peintes, d'une peinture que le temps faisait s'écailler. 

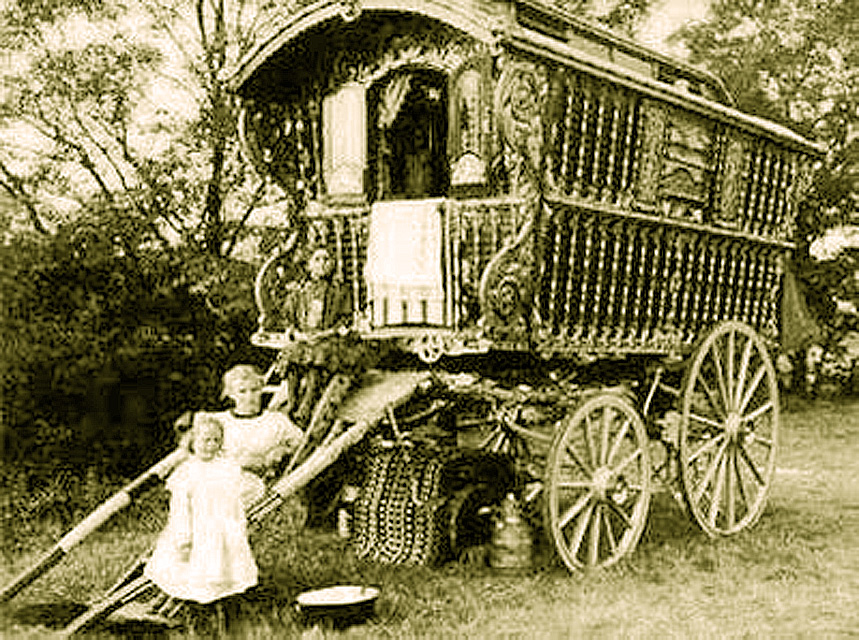
Riche verdine.
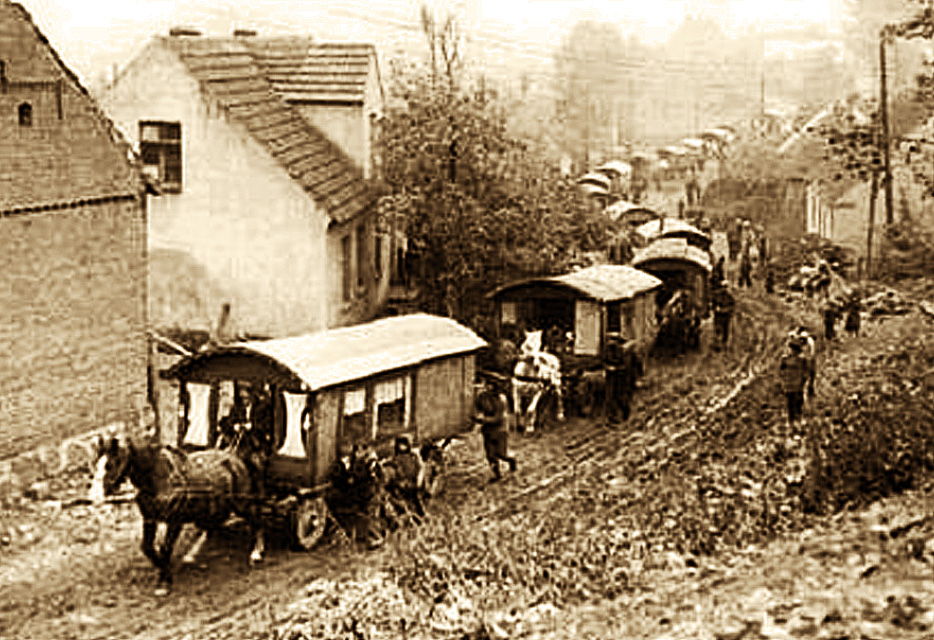
Convoi de verdines.
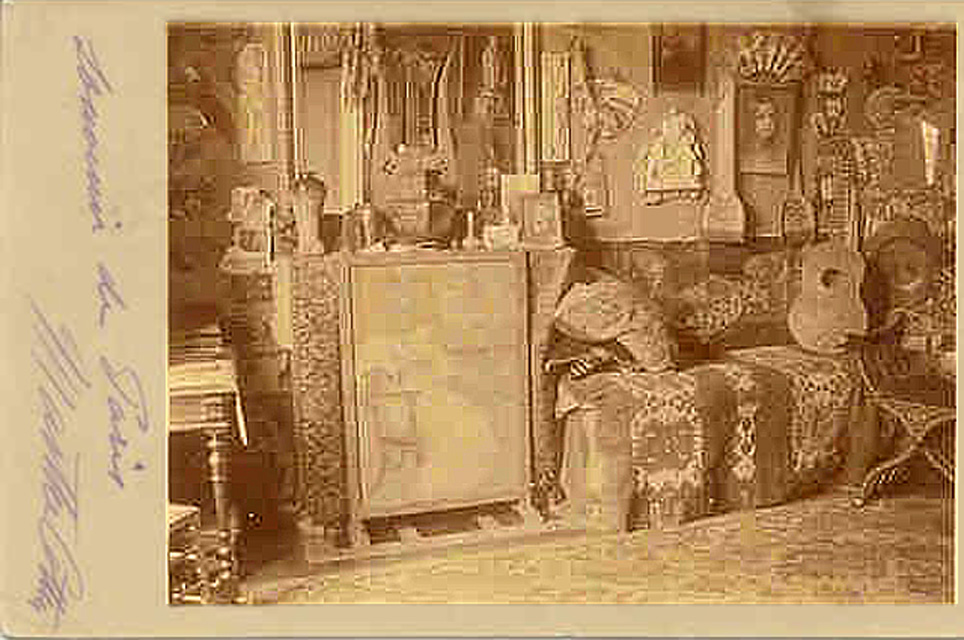
Intérieur d'une verdine.

Assise sur de hautes roues en bois cerclées de fer, tirée par deux chevaux, cette roulotte était placée sur deux essieux dont celui de l'avant pivotait. Elle avait une largeur maximale de 2,50 mètres, et sa longueur pouvait aller jusqu'à 7 mètres. Son toit arrondi se prolongeait en auvent pour protéger le conducteur. 
L’intérieur était chauffé grâce à un brasero, un poêle à bois ou à charbon. Elle possédait un buffet, la cuisine regorgeait d'ustensiles, de casseroles et de paniers d'osier emplis de légumes. Le lit des parents, en alcôve, était situé au fond. En dessous se trouvait un placard où dormaient les enfants. Il servait de rangement pendant la journée. Des ridelles et des placards permettaient de serrer ustensiles et denrées. Un garde-manger était aménagé sous le plancher, près des roues, à côté du seau hygiénique. Les banquettes et la table étaient pliantes et une trappe était prévue dans le plancher pour fuir la police en cas de nécessité,,. 
Ce lieu de résidence était sacré. Il était interdit aux femmes d’y accoucher et on ne pouvait y mourir, sinon l'endroit devenait impur. Comme personne n'aurait acheté une verdine dans laquelle il y avait eu un décès, il était de coutume de brûler tout ce qui avait appartenu au mort, verdine comprise pour empêcher son âme de venir la hanter.